# Église Saint-Paul de Passau
Pour les articles homonymes, voir Église Saint-Paul.
L’église Saint-Paul  est une église paroissiale de la ville de Passau en Allemagne.

## Histoire
Elle remonte à 1050 mais fut rebâtie au cours des siècles. Elle subit des destructions en 1512 puis 1662. L'église actuelle fut reconstruite en 1678. Elle avait la plus haute flèche de la ville au XXe siècle, le toit actuel fut rebâti moins élevé en 1950 et elle se trouve être la seconde en hauteur après la cathédrale.

## Description
D'un extérieur crème et rose, l'intérieur est sous la dominante blanche et noire, rehaussé d'or.
Elle abrite la Lamentation de l'autrichien Johann Michael Rottmayr (1654-1730). Le maître-autel du XVIIIe siècle noir et or est décoré d'une peinture, la Décapitation de Paul par Franz Tamm.
Son portail ouest est accessible par une volée de marches qui donnent accès à une chapelle avec un dôme visible depuis la rue.

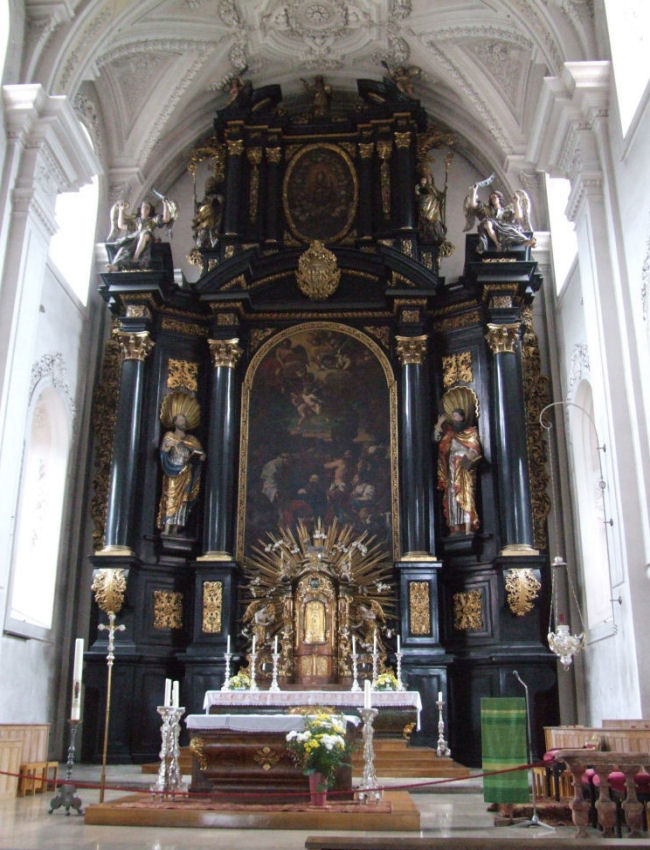
Maître autel.
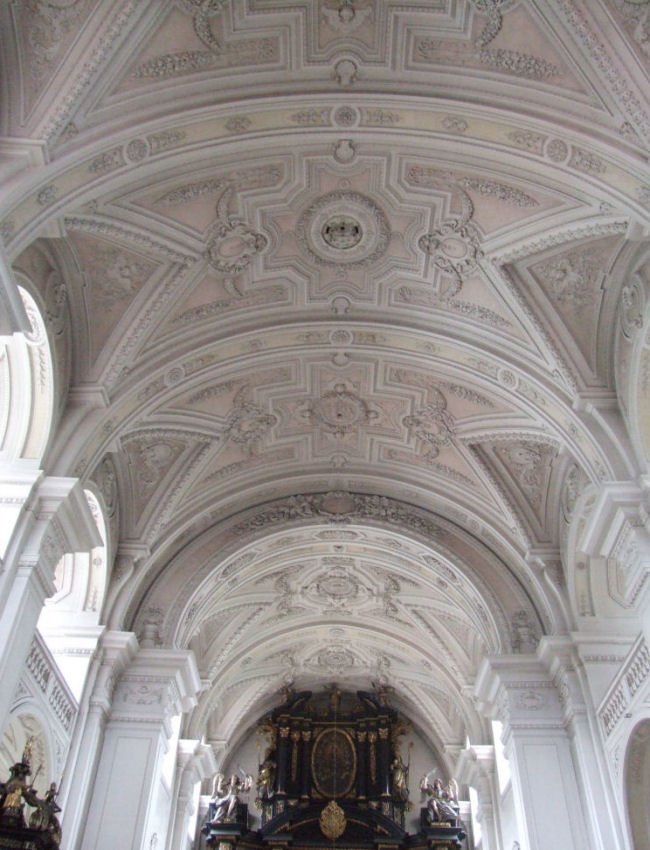
L'Orgue au-dessus du portail.
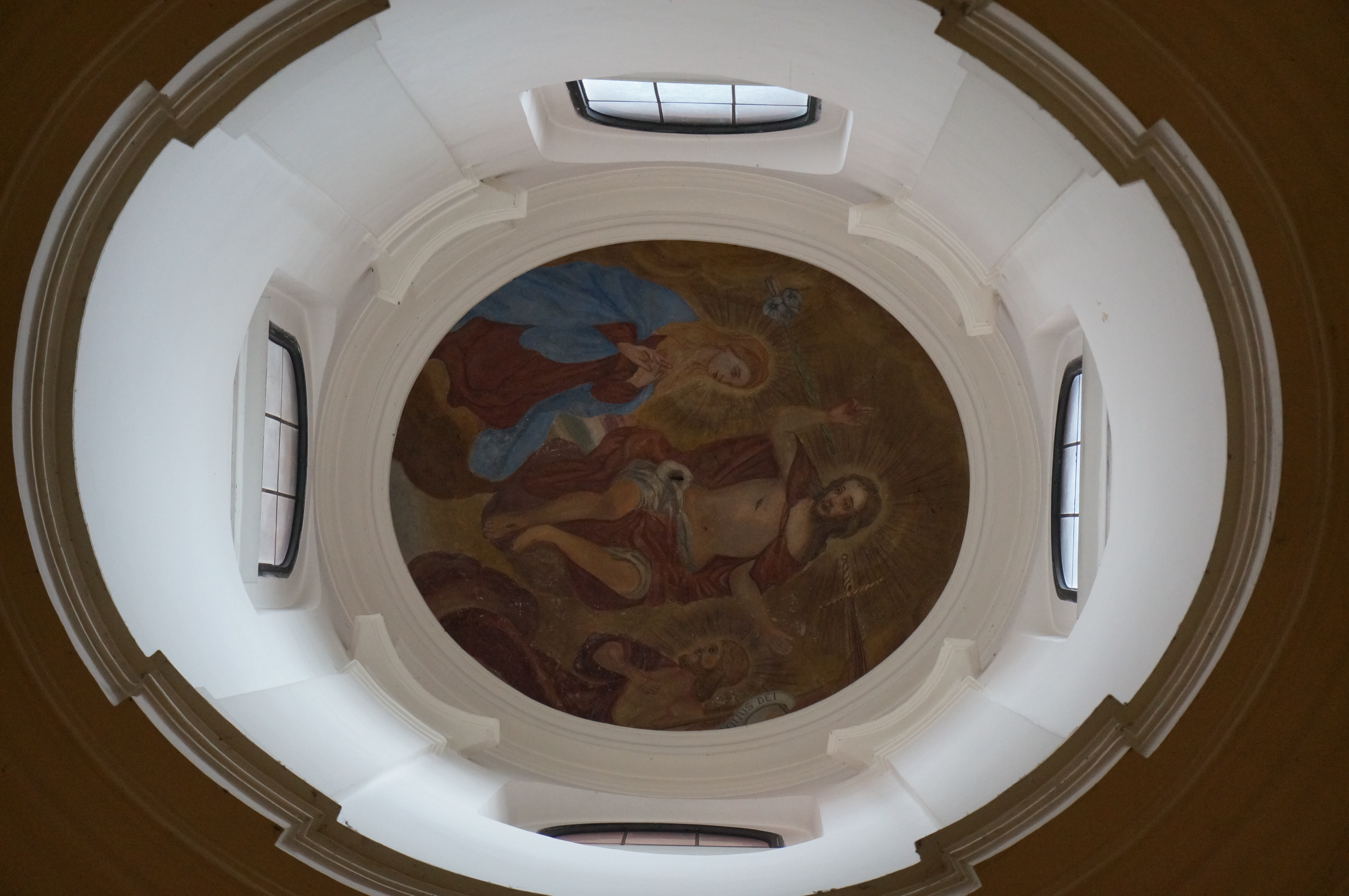
Coupole de la chapelle.